# Maripasoula

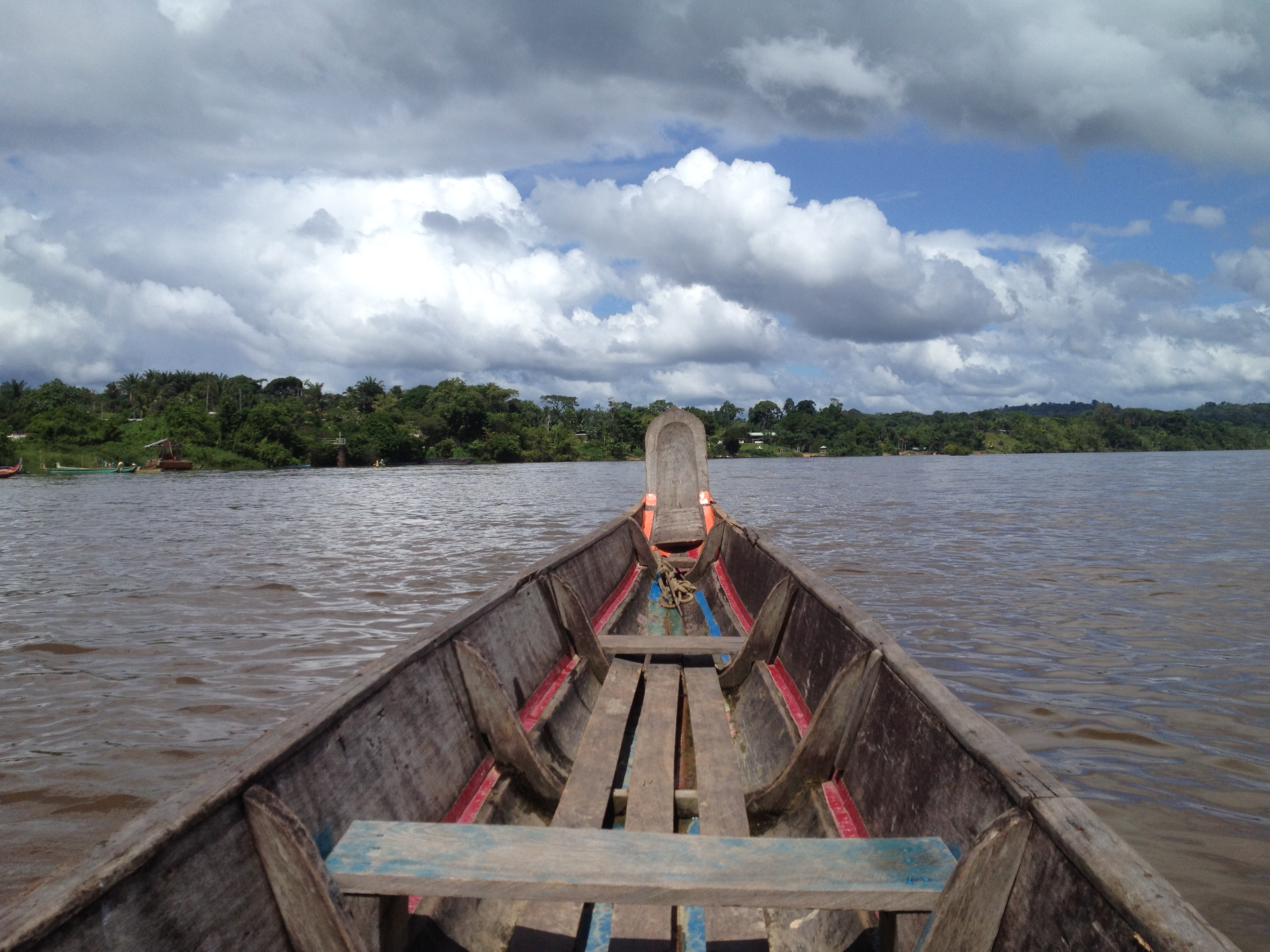
Canoa sobre el río Lawa

Maripasoula es una comuna al suroeste de la Guayana Francesa. Con una extensión de 18.360 km² (el 21,2% de la Guayana Francesa), es la comuna de mayor tamaño de Francia, su área es comparable a la región francesa de Lemosín. Tiene una población de 9.487 habitantes (datos de 2011).

## Geografía
Su capital es la villa de Maripasoula, ubicada al noroeste de la comuna; también existen algunos asentamientos indígenas como Antécume-Pata, Élahé, Kayodé, Pidima y Talhuen-Twenke.

## Demografía
Su población mayoritaria consiste en cimarrones aluku (boni), además de amerindios, criollos, brasileños y haitianos.